# Maximiliano Moralez
Maximiliano Nicolás Moralez (Granadero Biagorria, Argentina, 27 de febrer del 1987) és un futbolista argentí. El seu club actual és el Racing Club de Avellaneda.